# Spedlogswiss
Spedlogswiss (Eigenschreibweise in Majuskeln) – Verband schweizerischer Speditions- und Logistikunternehmen – ist der Berufsverband der international tätigen Speditions- und Logistikunternehmen in der Schweiz mit Unternehmenssitz in Basel. Er wurde 1920 gegründet und vertritt nach eigenen Angaben die Interessen von über 95 Prozent der Schweizer Unternehmen, die in der Speditions- und Logistikbranche tätig sind. Das entspricht über 280 Mitgliedsunternehmen. Er ist selbst Mitglied der FIATA und CLECAT (European Association for Forwarding, Transport, Logistic and Customs Services).
Der Verband stellt durch ein eigenes Aus- und Weiterbildungsangebot Berufsnachwuchs für die vertretenen Branchen in genügender Menge und Qualität sicher. Er ist verantwortlich für die betriebliche Ausbildung der Kaufleute der Branche Internationale Speditionslogistik in der Schweiz. Diese basiert auf einem dualen Ausbildungs-System. Es werden auch Weiterbildungen zur eidgenössischen Berufsprüfung Speditionsfachleute und eidgenössischen höheren Fachprüfung Speditionsleiter/in angeboten.